# Бенедикт Бископ
Бенедикт Бископ (англ. Benedict Biscop; около 628[…], Нортумбрия — 12 января 690, Аббатство Монкуирмут-Джарроу), также известный как Бископ Бадукинг (англ. Biscop Baducing) — англосаксонский аббат, основатель аббатства Монкуирмут-Джарроу (а также его знаменитой библиотеки), после смерти почитается как святой.

## Биография

### Исторические источники
Основной средневековый нарративный источник о Бенедикте Бископе — «История аббатов», написанная после 716 года его учеником Бедой Достопочтенным.

### Ранние годы
Родился в знатной нортумбрийской семье, при рождении получив имя Бадукинг. В юности какое-то время был тэном короля Берниции Освиу (правил 642—670). В возрасте 25 лет (около 653 год) Бенедикт совершил первое из пяти путешествий в Рим, сопровождая своего друга святого Вильфрида. Вернувшись в Англию, он был «полон рвения и энтузиазма… на благо английской церкви».
Второе паломничество в Рим Бенедикт совершил двенадцать лет спустя. Эльфрит из Дейры, сын короля Освиу, намеревался сопровождать его, но король не дал разрешение. Во время путешествия Бископ встретился с Аккой и Вильфридом. На обратном пути в Англию остановился на Леринском аббатстве на средиземноморского побережья Прованса, где был принят Устав святого Бенедикта. Он обучался там с 665 по 667 год, принял монашеский постриг и имя Бенедикт.
После двух лет в Лерине Бенедикт совершил третье паломничество в Рим. В 669 году папа Виталий поручил ему сопроводить архиепископа Феодора Тарсийского обратно в Кентербери. По их возвращении архиепископ Феодор назначил Бенедикта аббатом монастыря святых Петра и Павла в Кентербери, эту должность он занимал два года.
Будучи библиофилом, Бенедикт Бископ во время своих странствий собрал внушительную библиотеку. Так, вторая поездка в Рим была устроена с целью приобретения монографий. Всего в коллекции было около 250 наименований, как священные писания, так и классические и мирские произведения.

### Основатель монастырей
В 674 году король Нортумбрии Эгфрит предоставил Бенедикту землю в Уирмуте для строительства монастыря. Он отправился на континент за каменщиками, способными возвести монастырь в дороманском стиле. Бенедикт совершил свою пятую и последнюю поездку в Рим в 679 году, чтобы привезти книги для библиотеки, священные реликвии, каменщиков, стекольщиков и грант от папы Агафона, дарующий монастырю определенные привилегии.
Король был так впечатлён успехами Бенедикта, что в 682 году выделил ему землю в Джарроу и поручил построить второй монастырь. Бенедикт возвёл второй монастырь и назначил Кеолфрида настоятелем, который отправился в Джарроу с двадцатью монахами. Беда, один из учеников Бенедикта, пишет, что для возведения зданий из камня тот выписывал строителей и стекольщиков из Франкии.
Он составил устав для своей общины, основанные на уставе Бенедикта и обычаях семнадцати монастырей, которые он посетил. Он также нанял аббата из Рима для обучения братьев римскому песнопению.
Последние три года жизни Бенедикт был прикован к постели, но не терял терпение и веру. Скончался 12 января 690 года.

## Почитание
Проповедь Беды указывает на то, что культ Бископа возник очень рано, но получил более широкое распространение только после перенесения мощей в аббатство Торни приблизительно в 980 году. Признан святым христианской церковью: в том числе, является местночтимым святым Сурожской епархии Русской православной церкви. День поминовения в Католической церкви — 12 января, у английских бенедиктинцев, а также в архиепархии Ливерпуля и епархии Хексэма и Ньюкасла — 13 февраля.